# Eugène Martin (Rennfahrer)
Eugène Emile Martin (* 24. März 1915 in Suresnes, Frankreich; † 12. Oktober 2006 in Aytré) war ein französischer Automobilrennfahrer.

## Karriere
Sein Debüt gab Martin am 13. Mai 1950 beim Grand Prix von Großbritannien in Silverstone. Er startete von Platz sieben, aufgrund eines Öldruckverlustes schied er jedoch aus. Am 4. Juni startete er von Platz neun beim Grand Prix der Schweiz in Bremgarten, wegen eines Unfalls konnte er das Rennen aber nicht beenden.

## Statistik

### Statistik in der Automobil-Weltmeisterschaft

#### Gesamtübersicht
| Saison | Team                       | Chassis             | Motor         | Rennen | Siege | Zweiter | Dritter | Poles | schn. Rennrunden | Punkte | WM-Pos. |
| ------ | -------------------------- | ------------------- | ------------- | ------ | ----- | ------- | ------- | ----- | ---------------- | ------ | ------- |
| 1950   | Automobiles Talbot-Darracq | Talbot-Lago T26C-DA | Talbot 4.5 L6 | 2      | −     | −       | −       | −     | −                | −      | NC      |
| Gesamt | Gesamt                     | Gesamt              | Gesamt        | 2      | −     | −       | −       | −     | −                | −      |         |

#### Einzelergebnisse
| Saison | 1 | 2 | 3   | 4 | 5 | 6 | 7 |
| ------ | - | - | --- | - | - | - | - |
| 1950   |   |   |     |   |   |   |   |
| DNF    |   |   | DNF |   |   |   |   |

| Legende  | Legende            | Legende                                                          |
| Farbe    | Abkürzung          | Bedeutung                                                        |
| -------- | ------------------ | ---------------------------------------------------------------- |
| Gold     | –                  | Sieg                                                             |
| Silber   | –                  | 2. Platz                                                         |
| Bronze   | –                  | 3. Platz                                                         |
| Grün     | –                  | Platzierung in den Punkten                                       |
| Blau     | –                  | Klassifiziert außerhalb der Punkteränge                          |
| Violett  | DNF                | Rennen nicht beendet (did not finish)                            |
| Violett  | NC                 | nicht klassifiziert (not classified)                             |
| Rot      | DNQ                | nicht qualifiziert (did not qualify)                             |
| Rot      | DNPQ               | in Vorqualifikation gescheitert (did not pre-qualify)            |
| Schwarz  | DSQ                | disqualifiziert (disqualified)                                   |
| Weiß     | DNS                | nicht am Start (did not start)                                   |
| Weiß     | WD                 | zurückgezogen (withdrawn)                                        |
| Hellblau | PO                 | nur am Training teilgenommen (practiced only)                    |
| Hellblau | TD                 | Freitags-Testfahrer (test driver)                                |
| ohne     | DNP                | nicht am Training teilgenommen (did not practice)                |
| ohne     | INJ                | verletzt oder krank (injured)                                    |
| ohne     | EX                 | ausgeschlossen (excluded)                                        |
| ohne     | DNA                | nicht erschienen (did not arrive)                                |
| ohne     | C                  | Rennen abgesagt (cancelled)                                      |
| ohne     | keine WM-Teilnahme |                                                                  |
| sonstige | P/fett             | Pole-Position                                                    |
| sonstige | 1/2/3/4/5/6/7/8    | Punktplatzierung im Sprint-/Qualifikationsrennen                 |
| sonstige | SR/kursiv          | Schnellste Rennrunde                                             |
| sonstige | *                  | nicht im Ziel, aufgrund der zurückgelegten Distanz aber gewertet |
| sonstige | ()                 | Streichresultate                                                 |
| sonstige | unterstrichen      | Führender in der Gesamtwertung                                   |

### Le-Mans-Ergebnisse
| Jahr | Team             | Fahrzeug      | Teamkollege      | Platzierung     | Ausfallgrund |
| ---- | ---------------- | ------------- | ---------------- | --------------- | ------------ |
| 1952 | Porsche KG       | Porsche 356/4 | François Picard  | Disqualifiziert |              |
| 1953 | Gonzague Olivier | Porsche 356   | Gonzague Olivier | Ausfall         | Motorschaden |

### Einzelergebnisse in der Sportwagen-Weltmeisterschaft
| Saison | Team             | Rennwagen   | 1   | 2   | 3   | 4   | 5   | 6   | 7   |
| ------ | ---------------- | ----------- | --- | --- | --- | --- | --- | --- | --- |
| 1953   | Gonzague Olivier | Porsche 356 | SEB | MIM | LEM | SPA | NÜR | RTT | CAP |
| 1953   | Gonzague Olivier | Porsche 356 | DNF |     |     |     |     |     |     |